# 伊藤優
伊藤 優（いとう まさる、1963年7月15日 - ）は、長野県松本市
出身の元プロ野球選手（投手）。

## 来歴・人物
南松ファイタース（リトルリーグ）、松本南シニアで投手として活躍。当時は右バッターであった。松本市立鎌田小学校ではソフトボールクラブ、鎌田中学校では軟式テニス部に所属していた。
信州工業高では3年春の北信越大会で3番手として登板するが6回コールドで敗退。社会人野球の東芝府中へ入団。東芝府中では1983年の日本選手権の初戦で2番手として延長10回から登板したが優勝した住友金属に12回サヨナラ負け。社会人通算34勝17敗。
1984年のプロ野球ドラフト会議でロッテオリオンズから6位指名を受け、翌1985年シーズン終了後に入団。
ストレートとカーブを主体とした投球で、プロ1年目の1986年から一軍登板を果たし、佐藤政夫と共に貴重な左腕中継ぎ要員として、またローテーションの谷間には先発もこなした。しかし、登板過多による左肩の故障のため1988年から登板機会が減少し成績も低迷。1991年オフに戦力外通告を受け現役を引退。
その後、巨人で打撃投手を務め、2001年オフに退団した。社会人の先輩にあたる落合博満とはロッテ、巨人で同僚であった。

## 選手としての特徴
ドラフト指名時の評価は「荒れ球が決まれば、関東・社会人No.1サウスポー」といわれた。1986年、入団時のキャンプでは稲尾監督から「腕のしなりが非常に良いフォームだ」と高評価を受けていた。
球種はストレート、シュート、カーブ、スライダー、シンカー。ストレートは139キロ程度。決め球はタテに大きく割れるカーブで、内角胸元を突く制球力が武器だった。

## 詳細情報

### 年度別投手成績
| 年 度     | 球 団     | 登 板 | 先 発 | 完 投 | 完 封 | 無 四 球 | 勝 利 | 敗 戦 | セ 丨 ブ | ホ 丨 ル ド | 勝 率 | 打 者 | 投 球 回 | 被 安 打 | 被 本 塁 打 | 与 四 球 | 敬 遠 | 与 死 球 | 奪 三 振 | 暴 投 | ボ 丨 ク | 失 点 | 自 責 点 | 防 御 率 | W H I P |
| --------- | --------- | ----- | ----- | ----- | ----- | -------- | ----- | ----- | -------- | ----------- | ----- | ----- | -------- | -------- | ----------- | -------- | ----- | -------- | -------- | ----- | -------- | ----- | -------- | -------- | ------- |
| 1986      | ロッテ    | 52    | 4     | 1     | 1     | 0        | 2     | 1     | 0        | --          | .667  | 303   | 72.2     | 56       | 6           | 34       | 2     | 1        | 50       | 0     | 0        | 27    | 24       | 2.97     | 1.24    |
| 1987      | ロッテ    | 15    | 4     | 1     | 0     | 0        | 1     | 4     | 0        | --          | .200  | 175   | 42.0     | 38       | 5           | 16       | 0     | 4        | 20       | 2     | 1        | 18    | 18       | 3.86     | 1.29    |
| 1988      | ロッテ    | 32    | 4     | 0     | 0     | 0        | 0     | 2     | 0        | --          | .000  | 186   | 38.0     | 52       | 8           | 22       | 0     | 2        | 33       | 2     | 0        | 38    | 34       | 8.05     | 1.95    |
| 1989      | ロッテ    | 3     | 1     | 0     | 0     | 0        | 0     | 0     | 0        | --          | ----  | 24    | 3.2      | 6        | 0           | 8        | 0     | 0        | 0        | 0     | 0        | 7     | 7        | 17.18    | 3.82    |
| 1990      | ロッテ    | 11    | 3     | 0     | 0     | 0        | 0     | 2     | 0        | --          | .000  | 64    | 13.2     | 17       | 2           | 5        | 0     | 1        | 7        | 0     | 0        | 12    | 8        | 5.27     | 1.61    |
| 通算：5年 | 通算：5年 | 113   | 16    | 2     | 1     | 0        | 3     | 9     | 0        | --          | .250  | 752   | 170.0    | 169      | 21          | 85       | 2     | 8        | 110      | 4     | 1        | 102   | 91       | 4.82     | 1.49    |

### 記録
- 初登板：1986年4月13日、対日本ハムファイターズ2回戦（後楽園球場）、7回裏1死より3番手で救援登板・完了、1回2/3無失点
- 初先発登板：1986年8月14日、対南海ホークス18回戦（大阪球場）、1回2/3を2失点で敗戦投手
- 初勝利・初先発勝利：1986年9月14日、対南海ホークス20回戦（川崎球場）、5回1/3を1失点
- 初完投・初完封：1986年10月16日、対南海ホークス26回戦（川崎球場）

### 背番号
- 46 （1986年 - 1991年）
- 111 （1992年 - 2001年）